# جورج هافن
جورج هافن (بالإنجليزية: George Haven) هو عسكري أمريكي، ولد في 27 مارس 1844 في نيو لندن في الولايات المتحدة، وتوفي بنفس المكان في 21 أغسطس 1933.